# Volkswagen Corrado

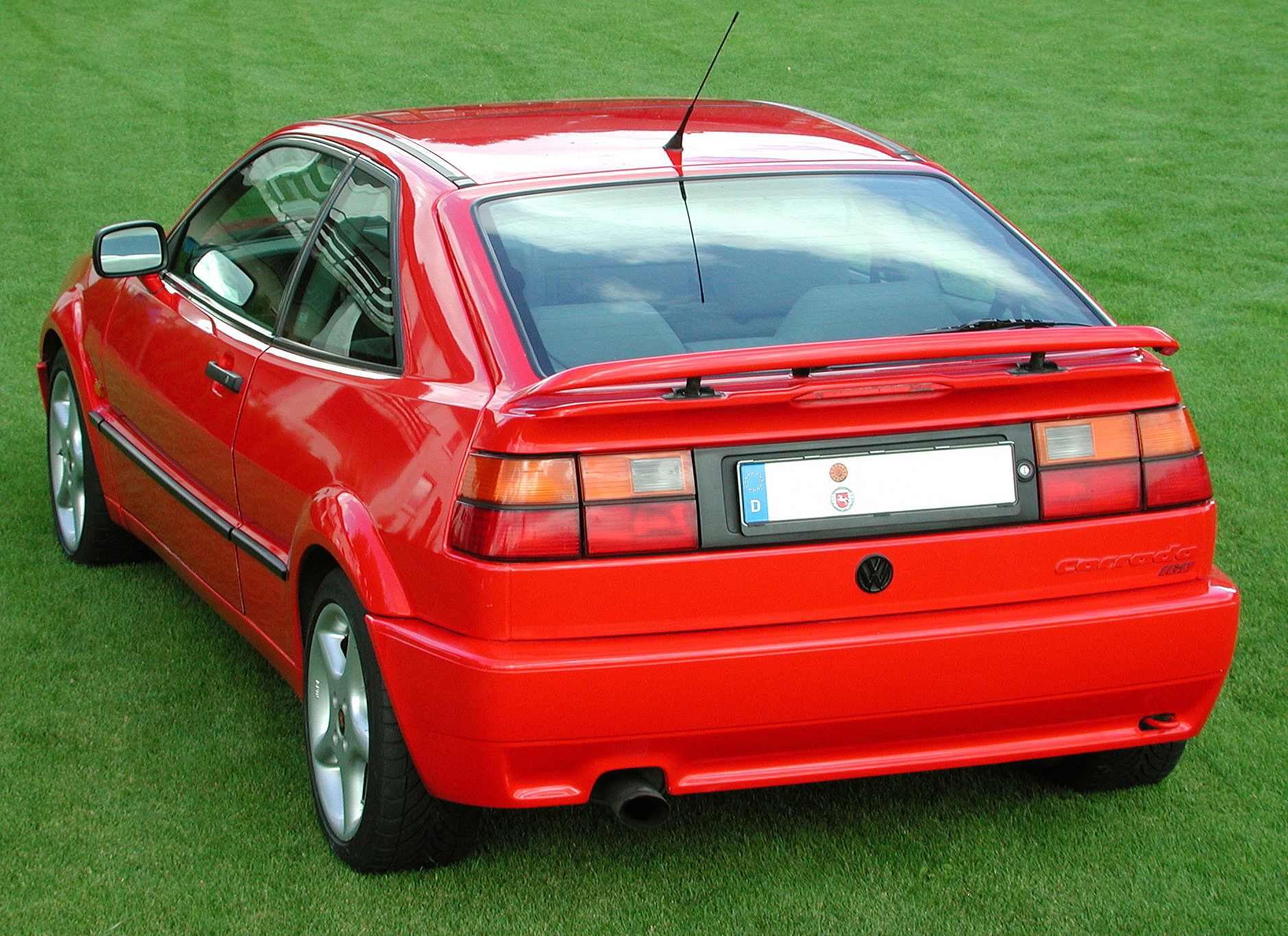
Corrado 16V

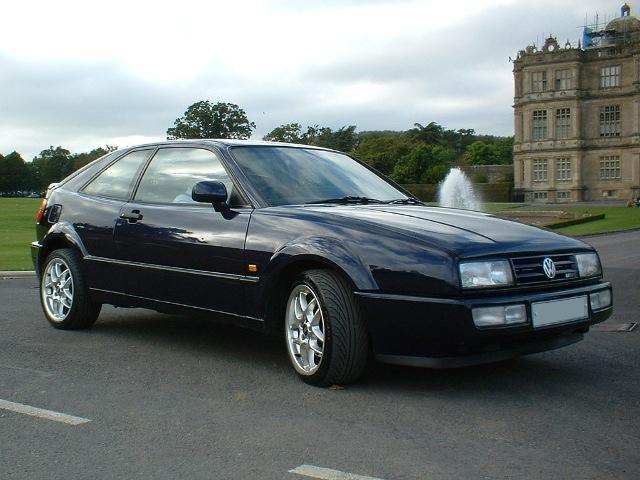
Corrado VR6

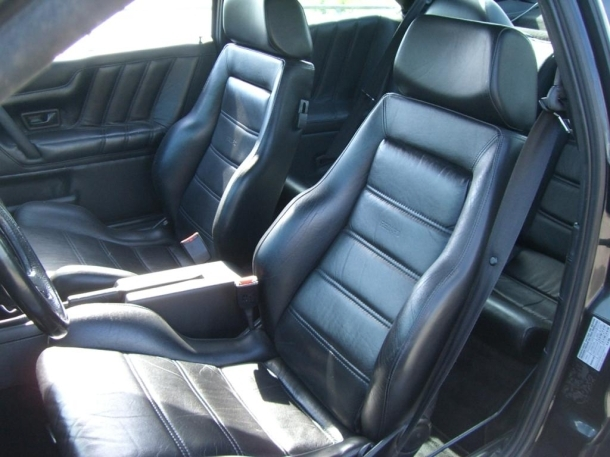
Interieur met Recaro-stoelen in de Corrado VR6

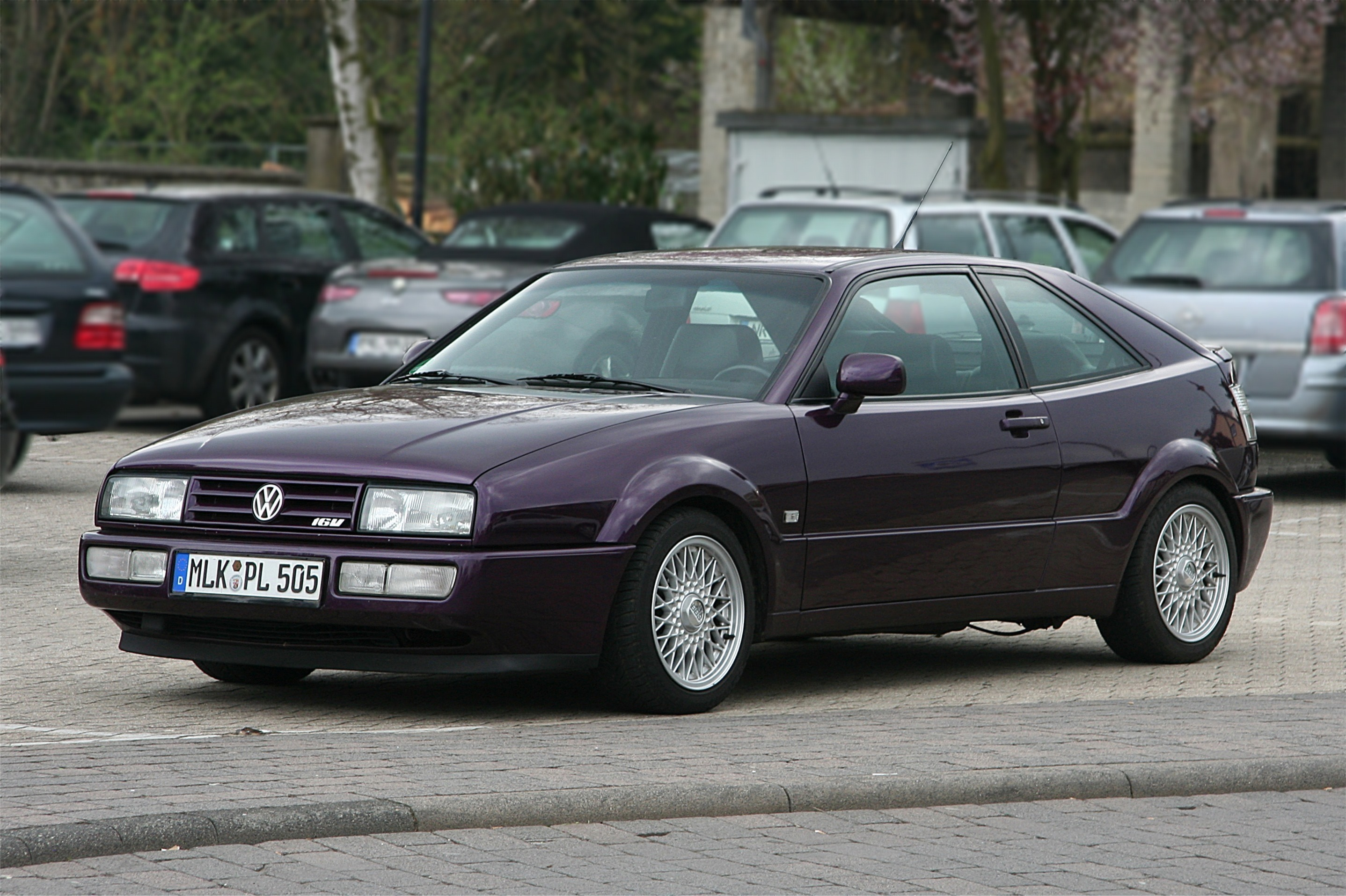
Corrado 16V met (optionele) BBS-velgen

De Volkswagen Corrado is een hatchback coupé, ontwikkeld door Volkswagen en gebouwd door Karmann in Osnabrück, Duitsland tussen 1988 en 1995.

## Geschiedenis
De auto was aanvankelijk bedoeld als voortzetting van de Scirocco lijn, die bestond uit de Scirocco I & II en zou de naam Scirocco III gaan dragen.

De Scirocco III (later: Corrado), moest als een "imagomaker", voor een lagere prijs dan de Scirocco II, in productie gaan. Echter bleek de auto te duur te zijn om als directe opvolger te kunnen dienen.
Bovendien was de keuze van motoren niet te vergelijken met die van de Scirocco lijn.
Met een aangepaste verkoopstrategie wordt de auto in de markt gepositioneerd als een 'High-class' sportcoupé.
De Corrado werd alleen op bestelling geproduceerd, dus van iedere Corrado die in Osnabruck
van de band liep was de koper al bekend.
Commercieel gezien was de Corrado geen succes. Een opvolger kwam pas in 2009 in de vorm van de derde generatie Scirocco.

## De naam
Nu de auto niet meer als Scirocco II opvolger kon fungeren moest er een nieuwe naam bedacht worden. In maart 1986 kwam men in eerste instantie met de naam "Taifun" (Tyfoon). Dit in de traditie van de namen van diverse soorten wind bij Volkswagen (Passat, Bora, Scirocco).
Omdat de naam tyfoon geassocieerd wordt met vernieling en schade werd besloten deze niet te gebruiken en kreeg de auto uiteindelijk de naam Corrado. Deze naam is afgeleid van het Spaanse woord 'Correr' en betekent (vrijvertaald) "rennen/lopen".

## Productie
- Eerste modeljaar was 10/1988 (Modeljaar1989)
- Laatste modeljaar was 07/1995 (Modeljaar 1995)

### Productie- en verkoopaantallen per regio
- Duitsland: 44.025 st.
- Europa: 29.030 st.
- USA: 19.814 st. (geleverd vanaf 1990)
- Canada: 2.817 st. (geleverd vanaf 1990)
- Divers: 1.835 st.
- Het totale productieaantal bedroeg slechts 97.521 auto's, waarschijnlijk als gevolg van de stevige verkoopprijs.
- In 1995 probeerde Volkswagen de verkoopcijfers op te schroeven door, tegen een lagere prijs, een serie uit te brengen met een 2.0 liter 8 kleppen motor maar de daarmee samenhangende , tegenvallende prestaties deden het imago van de auto als sportwagen geen goed en de productie werd gestopt.

## Techniek algemeen
De auto is een driedeurs met 2 + 2 zitplaatsen en werd gebouwd op een samengesteld platform dat werd gevormd door het B3-platform van Volkswagen aan de achterkant en het A2-platform aan de voorkant. De mechanische componenten werden gedeeld met andere VW-typen. In het zevende jaar van de bouw was de Corrado een mix van de technische componenten van de Golf II , III en de Passat B 3 en 4 met een ruime variatie aan benzinemotoren.

### Technische gegevens
Opmerking: Twee, van de in het schema hieronder vermelde, motoren behoeven extra uitleg:
- De eerste is de "G 60"-motor die is voorzien van een z.g. "G-lader", een soort compressor. Het woord G lader komt van de inwendige vorm van dit apparaat wat de vorm van de letter G heeft. Deze motor was aanvankelijk alleen leverbaar in Europa.
- De tweede is de VR6-motor: Op dat moment in de tijd was de VR6[4] motor revolutionair, omdat het een compromis was tussen, enerzijds een V-motor en anderzijds een lijnmotor. 
 Door het plaatsen van de twee cilinderrijen in een hoek van 15 ° (een extreem kleine hoek voor een V-motor) kon worden volstaan met een enkele cilinderkop. Dit maakte de motor veel smaller dan een reguliere 6 cilinder V-motor en het was daardoor mogelijk deze te plaatsen in dezelfde ruimte als benodigd was voor een viercilinderlijnmotor, terwijl men het voordeel heeft van de souplesse van een zescilindermotor.
  - Met de introductie van deze VR6-motor, verdween de G60-motor op de Noord-Amerikaanse markt in 1992 en de Europese markt in 1993.

#### Technische Gegevens VW Corrado 1988-1995
| VW Corrado:                           | 2.0 (1993/95)                                                                           | 1.8 16V (1991/95)                                                                       | 1.8 G60 (1988/93)                                                                       | 2.9 VR6 (1991/95)                                                                                     |
| ------------------------------------- | --------------------------------------------------------------------------------------- | --------------------------------------------------------------------------------------- | --------------------------------------------------------------------------------------- | --- |
| Motor:                                | 4-cilinder-lijnmotor (viertakt)                                                         | 4-cilinder-lijnmotor (viertakt)                                                         | 4-cilinder-lijnmotor (viertakt)                                                         | 6-cilinder-VR-motor (viertakt; cilinderbankhoek 15°)                                                  |
| Cilinderinhoud:                       |                                                                                         |                                                                                         |                                                                                         | |
| Boring x slag:                        | 82,5 x 92,8 mm                                                                          | 82,5 x 92,8 mm                                                                          | 81 x 86,4 mm                                                                            | 82 x 90,3 mm                                                                                          |
| Vermogen bij toerenmin.:              | 85 kW (115 pk) bij 5400                                                                 | 100 kW (136 pk) bij 5800                                                                | 118 kW (160 pk) bij 5600                                                                | 140 kW (190 pk) bij 5800                                                                              |
| Max. koppel bij toerenmin.:           | 166 Nm bij 3200                                                                         | 180 Nm bij 4400                                                                         | 225 Nm bij 3800                                                                         | 245 Nm bij 4200                                                                                       |
| Brandstofvoorziening:                 | Elektronische inspuiting (Digifant / Simos)                                             | Elektronische inspuiting (Bosch KE-Motronic)                                            | Elektronische inspuiting (Digifant)                                                     | Elektronische inspuiting (Bosch Motronic)                                                             |
| Brandstof:                            | Superbenzine                                                                            | Superbenzine                                                                            | Superbenzine                                                                            | Superbenzine                                                                                          |
| Aantal kleppen en bediening:          | 8, OHC, distributieriem                                                                 | 16, DOHC, distributieriem                                                               | 8, OHC, distributieriem                                                                 | 12, DOHC, distributieketting                                                                          |
| Koeling:                              | Waterkoeling                                                                            | Waterkoeling                                                                            | Waterkoeling                                                                            | Waterkoeling                                                                                          |
| Aandrijving:                          | Voorwielaandrijving, 5-versnellingsbak Optie: vanaf 1991 automatische 4-versnellingsbak | Voorwielaandrijving, 5-versnellingsbak Optie: vanaf 1991 automatische 4-versnellingsbak | Voorwielaandrijving, 5-versnellingsbak Optie: vanaf 1991 automatische 4-versnellingsbak | Voorwielaandrijving, 5-versnellingsbak Optie: vanaf 1991 automatische 4-versnellingsbak               |
| Voorwielophanging:                    | McPherson-veerpoten, driehoekdraagarmen, schroefveren.                                  | McPherson-veerpoten, driehoekdraagarmen, schroefveren.                                  | McPherson-veerpoten, driehoekdraagarmen, schroefveren.                                  | McPherson-veerpoten, driehoekdraagarmen, schroefveren.                                                |
| Achterwielophanging:                  | Torsieas, langs-draagarmen, schroefveren.                                               | Torsieas, langs-draagarmen, schroefveren.                                               | Torsieas, langs-draagarmen, schroefveren.                                               | Torsieas, langs-draagarmen, schroefveren.                                                             |
| Remsysteem:                           | Schijfremmen V/A (Ø voor 256, achter 226 mm), ABS                                       | Schijfremmen V/A (Ø voor 256, achter 226 mm), ABS                                       | Schijfremmen V/A (Ø voor 280, achter 226 mm), ABS                                       | Schijfremmen V/A (Ø voor 280, achter 226 mm), ABS                                                     |
| Besturing:                            | Tandheugel                                                                              | Tandheugel                                                                              | Tandheugel                                                                              | Tandheugel                                                                                            |
| Carrosserie:                          | Staal, zelfdragend                                                                      | Staal, zelfdragend                                                                      | Staal, zelfdragend                                                                      | Staal, zelfdragend                                                                                    |
| Spoorbreedte voor/achter:             | 1435/1430 mm                                                                            | 1435/1430 mm                                                                            | 1427/1422 mm                                                                            | 1427/1422 mm                                                                                          |
| Wielbasis:                            | 2470 mm                                                                                 | 2470 mm                                                                                 | 2470 mm                                                                                 | 2470 mm                                                                                               |
| Lengte:                               | 4050 mm                                                                                 | 4050 mm                                                                                 | 4050 mm                                                                                 | 4050 mm                                                                                               |
| Leeggewicht:                          | 1175 kg                                                                                 | 1175 kg                                                                                 | 1155 kg                                                                                 | 1210 kg                                                                                               |
| Topsnelheid:                          | 196–200 km/h                                                                            | 208–210 km/h                                                                            | 222–225 km/h                                                                            | 232–235 km/h                                                                                          |
| 0–100 km/h:                           | 10,6-11,5 s                                                                             | 9,3-9,9 s                                                                               | 8,5-9,1 s                                                                               | 6,9-7,7 s                                                                                             |
| Gem. verbruik (liter/100 kilometer) : | 8,6-9,2                                                                                 | 8,6-9,2                                                                                 | 9,1-9,5                                                                                 | 9,6-10,5                                                                                              |
| Opmerking:                            |                                                                                         |                                                                                         |                                                                                         | Op de Noord-Amerikaanse markt: 2.8 liter 128 kW (174 pk) 5800 toerenmin. / 235 Nm bij 4200 toerenmin. |

## Uitrusting
De Corrado bood een uitzonderlijk goede wegligging voor zijn tijd. Dit kwam mede door de innovatieve, automatische achterspoiler die bij een bepaalde snelheid omhoog komt.
Deze spoiler verminderde de "lift" aan de achterzijde van de auto met zo'n 64%.
Verder was de auto in standaard uitvoering, voor die tijd al bijzonder compleet uitgerust met o.a:
- Elektrisch verstelbare en verwarmde buitenspiegels
- Spiegels in kleur van de carrosserie
- Luxe stoffen- of lederen bekleding
- Mistlampen en vérstralers

In september 1991, bij de introductie van de 2.0 liter 16-kleppenmotor en de VR6-motor werd de auto "opgefrist" met:
- Nieuwe koplampen,
- Nieuwe grille,
- Nieuwe richtingaanwijzers aan de voorzijde,
- Nieuwe mistlampen en vérstralers
- Bredere spatborden aan de voorzijde
- Andere motorkap (wegens inbouw VR6 motor)
- Grotere voorspoiler
- Achterbank in delen neerklapbaar
- Tankinhoud werd vergroot van 55 tot 70 liter
  - De bagageruimte inhoud werd daardoor teruggebracht van 300 liter tot 235 liter
- Sper-differentieel (alleen in combinatie met de met VR6-motor).

## Karmann Museum
- De bouwer; Fa Karmann heeft vier bijzondere modellen in hun museum :
  - De eerste is een cabriolet, conceptauto die een volledig functioneel kap-mechanisme heeft, maar geen motor.
  - De tweede is het laatst geproduceerde VR 6 model. Het heeft selectie van de uitvoerings opties gebruikt op alle (internationale) markten; 
Wille Schwebe, de Karmann productie-ingenieur, die verantwoordelijk was voor het Corrado-project zei hierover: "we wilden gewoon alle 'coole' accessoires in één auto verenigen".
  - De derde versie is een pick-uptruckvariant die is ontworpen door Karmanns stagestudenten als afstudeeropdracht. Dit is een volledig werkend voertuig met de latere 2 liter 8V-motor, helaas is deze auto in dagelijks gebruik door de huidige conservator en is verwaarloosd.
  - Ten slotte is er een 16V G60 Corrado die gebruikt werd door de voorzitter van de Karmann-groep als zijn dagelijkse auto; de productiesticker van de fabriek in de kofferbak laat zien dat het oorspronkelijk een witte auto zou worden, maar het is in feite een bordeauxrode kleur met een aangepast lederen interieur, en een VW-logo in reliëf op het middelste gedeelte van het stuurwiel.

Personenauto's

 Volkswagen ·  Audi ·  Porsche ·  SEAT ·  Cupra ·  Škoda ·  Bentley ·  Lamborghini

Bedrijfsvoertuigen, bussen en vrachtwagens
 Volkswagen ·  Scania ·  MAN SE ·  Navistar